# Виниченко, Михаил Андреевич
Михаи́л Андре́евич Виниче́нко (также: Винниченко; 5 ноября 1917, Речки, Харьковская губерния — 29 апреля 1998, Харьков) — командир орудийного расчёта 123-го отдельного истребительно-противотанкового дивизиона 277-го стрелкового полка 175-й Ковельской стрелковой дивизии 47-й армии 1-го Белорусского фронта, сержант — на момент представления к награждению орденом Славы 1-й степени.

## Биография
Родился 23 октября 1917 года в селе Речки ныне Белопольского района Сумской области в семье крестьянина. Украинец. Окончил 6 классов. Работал в колхозе.
В Красной Армии с 1940 года. Проходил службу в 90-м стрелковом полку в городе Кишинёв. Участник Великой Отечественной войны с июня 1941 года. Принимал участие в обороне Одессы, Сталинграда, форсировании Южного Буга, Вислы, освобождении Варшавы. Был дважды ранен.
За бои 9—10 июля 1943 года в составе 373-го артиллерийского полка 175-й стрелковой дивизии (70-я армия) ефрейтор Виниченко был награждён медалью «За боевые заслуги».
Наводчик орудия 123-го отдельного истребительно-противотанкового дивизиона 277-го стрелкового полка младший сержант Михаил Виниченко в боях 6 июля 1944 года в районе города Ковель при отражении 3 контратак противника частично истребил и рассеял до взвода немецких автоматчиков, подавил огонь миномётной батареи противника. Приказом от 18 августа 1944 года «за образцовое выполнение заданий командования в боях с немецко-фашистскими захватчиками» младший сержант Виниченко Михаил Андреевич награждён орденом Славы 3-й степени.
В боях за предместье Варшавы с 10 по 12 сентября 1944 года прямой наводкой разрушил пулемётную точку, оборудованную в кирпичном доме, и блиндаж, подавил огонь немецкого орудия, 2 пулемёта и сразил до 10 солдат противника. Был ранен, но из боя не вышел. Приказом от 25 октября 1944 года «за образцовое выполнение заданий командования в боях с немецко-фашистскими захватчиками» младший сержант Виниченко Михаил Андреевич награждён орденом Славы 2-й степени.
Командир орудийного расчёта 123-го отдельного истребительно-противотанкового дивизиона 277-го стрелкового полка сержант Михаил Винниченко с 15 по 18 января 1945 года при прорыве обороны противника в районе города Влоцлавск поразил пулемёт с расчётом. Затем вместе с бойцами переправился через реку Висла, выкатил орудие на огневую позицию и уничтожил 2 повозки и 10 вражеских солдат. Был тяжело ранен, но остался в строю, его расчёт подавил огонь пулемёта и рассеял до взвода пехоты противника.
Указом Президиума Верховного Совета СССР от 31 мая 1945 года «за образцовое выполнение заданий командования в боях с немецко-фашистскими захватчиками» сержант Виниченко Михаил Андреевич награждён орденом Славы 1-й степени, став полным кавалером ордена Славы.
В 1945 году сержант М. А. Виниченко демобилизован по инвалидности. Член ВКП/КПСС с 1951 года. Жил в селе Крысино Богодуховского района Харьковской области. Работал заведующим животноводческой фермой в колхозе. Последние годы жил в Харькове. Умер 29 апреля 1998 года. Похоронен на кладбище № 2 в Харькове.
Награждён орденами Отечественной войны 1-й степени, Славы 1-й, 2-й и 3-й степени, медалями. Его имя выбито на памятном знаке землякам-героям в городе Белополье.

## Комментарии
1. ↑  Несмотря на то, что на сайте «Герои страны» стоит 31 марта, в скане указа на сайте «Подвиг народа»[4] явно 31 мая (М. А. Виниченко упомянут на 14-й странице указа).